# Immaterielles Kulturerbe

UNESCO-Logo des Immateriellen Kulturerbes

Als immaterielles Kulturerbe (IKE; englisch intangible cultural heritage, ICH) bzw. immaterielles kulturelles Erbe werden kulturelle Ausdrucksformen bezeichnet, die unmittelbar von menschlichem Wissen und Können getragen, von Generation zu Generation weitervermittelt und stetig neu geschaffen und verändert werden. Sie sind im Gegensatz zu unbeweglichen Bauten und beweglichen Gegenständen (z. B. den bekannten Welterbestätten oder dem Weltdokumentenerbe) nicht materiell und damit nicht greifbar (engl. intangible).

## Zum Begriff des immateriellen Kulturerbes
Das immaterielle Kulturerbe umfasst (nach Definition der UNESCO-Konvention) „Bräuche, Darstellungen, Ausdrucksformen, Wissen und Fertigkeiten – sowie die dazu gehörigen Instrumente, Objekte, Artefakte und kulturellen Räume […], die Gemeinschaften, Gruppen und gegebenenfalls Einzelpersonen als Bestandteil ihres Kulturerbes ansehen.“ Zur weiteren Identifizierung werden fünf Bereiche benannt:
a) mündlich überlieferte Traditionen und Ausdrucksformen, einschließlich der Sprache als Träger des immateriellen Kulturerbes

b) darstellende Künste wie Musik, Tanz und Theater

c) gesellschaftliche Bräuche, soziale Praktiken, Rituale und Feste

d) Wissen und Praktiken im Umgang mit der Natur und dem Universum

e) das Fachwissen über traditionelle Handwerkstechniken

Beispiele aus den UNESCO-Listen des immateriellen Kulturerbes sind so die Handwerkstechnik des Blaudrucks, die Hohe Schule und Klassische Reitkunst der Spanischen Hofreitschule, das alpine Bergsteigen, die neapolitanische Kunst des Pizzabackens, die Parfumkunst aus Südfrankreich, die reiche Bierkultur Belgiens, die Herstellung von Terrazzo in traditioneller Handwerkstechnik, Al-Qatt Al-Asiri (eine uralte weibliche Kunstform aus Saudi-Arabien) und der jamaikanische Reggae.
Der Begriff des ‚Kulturerbes‘ hat sich in den letzten Jahrzehnten stark gewandelt und erweitert. Kulturerbe endet nicht bei Baudenkmälern oder Kulturgutsammlungen. Es umfasst auch Traditionen und lebendige kulturelle Ausdrucksformen, wie mündlich überlieferte Traditionen, darstellende Künste, gesellschaftliche Bräuche, Rituale und Feste, Wissen und Praktiken im Umgang mit der Natur und dem Universum und Fachwissen über traditionelle Handwerkstechniken. Das Verständnis, dass lebendige und gelebte Kulturformen ebenfalls Kulturerbe sind, kommt ursprünglich aus den Ländern Asiens und aus der Indigenenbewegung und sollte eine Gegenbewegung zum stark auf Denkmäler ausgerichteten, eurozentrischen Schutzkonzept der UNESCO darstellen. Dass auch in Europa noch ein reicher Schatz an regionalen, nicht dinglich festgelegten Kulturformen vorhanden ist, ist ein Bewusstsein jüngeren Datums. Ebenfalls der Erhalt von Sprachen, als größtes und wichtigstes immaterielles kulturelles Erbe, ist in diesem Zusammenhang zu nennen beziehungsweise im Zeitalter der Identitätskriege laut Karl Habsburg, Präsident von Blue Shield International, wichtig, denn gerade die Sprache kann als symbolträchtiges Kulturgut zum Angriffsziel werden.
Als Risiken einer Auszeichnung immateriellen Kulturerbes werden Kommerzialisierung und Folklorisierung gesehen. Immaterielles Kulturerbe wird daher auch als lebendiges Kulturerbe bezeichnet (im englischen Sprachraum existieren dafür Begriffe wie Living heritage, Living national treasure, Living human treasure) und meint regional autochthone, „gelebte“ Kulturtradition aller Art, die nicht nurmehr im Sinne einer musealen Erhaltung oder touristischen Präsentation von Bräuchen gepflegt wird, sondern vitales, im Lebensalltag verankertes kulturelles Selbstverständnis darstellt. Damit steht der Begriff des immateriellen Kulturerbes auch in Abgrenzung zum modernen Denkmalwesen. Während das Denkmalwesen auf die (materielle) Originalität einer Kulturleistung fokussiert, werden materielle Ergebnisse beim immateriellen Kulturgut als ephemere Nebenerscheinung gesehen, da der Schwerpunkt des Interesses auf den Prozessen liegt. Auch vom Begriff des Museal-Bewahrenden setzt sich das Konzept ab, die Wandlungen der Kulturäußerung in ihrer Weitergabe (‚Tradition‘ i. e. S.) wird als zentraler Aspekt gesehen. Daher sind die Konzepte zum immateriellen Erbe auch zunehmend in Denkansätze von Nachhaltigkeit und ‚alternativen‘ Wirtschaftskonzepten eingebunden.

## UNESCO-Konvention zur Erhaltung des immateriellen Kulturerbes
Auf internationaler Ebene ist insbesondere die UNESCO zum Erhalt des immateriellen Kulturerbes tätig geworden. Sie hat in drei Proklamationen in den Jahren 2001, 2003 und 2005 90 besonders erhaltenswerte immaterielle Kulturformen aus allen Weltregionen zu „Meisterwerken des mündlichen und immateriellen Erbes der Menschheit“ ernannt.
2003 verabschiedete die UNESCO das Übereinkommen zur Erhaltung des Immateriellen Kulturerbes (englisch: Convention for the Safeguarding of the Intangible Cultural Heritage). Die Konvention trat im April 2006 in Kraft, nachdem 30 Staaten sie ratifiziert hatten. Die bereits auf der Liste der Meisterwerke enthaltenen Kulturformen wurden am 5. November 2008 offiziell in die „Repräsentative Liste des immateriellen Kulturerbes der Menschheit“ überführt.
Bis Juli 2020 sind dem Übereinkommen 180 Staaten beigetreten. Der Beitritt der Bundesrepublik Deutschland erfolgte am 10. April 2013 als 153. Mitglied.
Gemäß der Konvention führt die UNESCO zwei Listen und ein Register, in die eine kulturelle Ausdrucksform bzw. ein modellhaftes Projekt zur Erhaltung von Ausdrucksformen aufgenommen werden kann:
- Repräsentative Liste des immateriellen Kulturerbes der Menschheit
- Liste des dringend erhaltungsbedürftigen immateriellen Kulturerbes
- Register guter Praxisbeispiele

Dazu kommen die von den nationalen UNESCO-Kommissionen geführten Listen für das jeweilige Land.
Im Jahr 2022 wurden 47 Kulturformen und Modellprogramme in die UNESCO-Listen neu aufgenommen. Auf der Repräsentativen Liste stehen ausgewählte kulturelle Ausdrucksformen, die die Vielfältigkeit der Weltregionen sichtbar machen. Die Liste umfasst aktuell (Dezember 2022) 569 Einträge aus 136 Ländern. Kulturelle Ausdrucksformen, die besonders gefährdet sind, stehen auf der Liste des dringend erhaltungsbedürftigen immateriellen Kulturerbes. Derzeit sind 76 dringend erhaltungsbedürftige kulturelle Ausdrucksformen gelistet. Für das Register guter Praxisbeispiele werden Modellprojekte aufgenommen, bei denen die Ziele des Übereinkommens vorbildlich umgesetzt werden. In dem Register befinden sich 33 Projekte.
Ergänzend zum bestehenden UNESCO-Welterbe-Emblem für Kultur- und Naturstätten von außergewöhnlichem universellem Wert haben die Vertragsstaaten des Übereinkommens ein eigenes Emblem für das immaterielle Kulturerbe beschlossen.

## Nationales

### China
China ratifizierte im August 2004 das Übereinkommen zur Erhaltung des immateriellen Kulturerbes der UNESCO und veröffentlichte am 20. Mai 2006 eine erste Liste von 518 Elementen. Die Erstellung der Liste geht auf ein Projekt zum Erhalt von Bräuchen und ethnischer Kulturen zurück, das 2004 von den chinesischen Ministerien für Kultur und Finanzen ins Leben gerufen wurde. Im Juni 2008 wurde eine zweite Liste publiziert, die weitere 510 Elemente enthält.

### Deutschland
Die Bundesrepublik Deutschland hat im Dezember 2011 die Einleitung des Ratifizierungsverfahren des Übereinkommens beschlossen. Am 12. Dezember 2012 hat das Bundeskabinett den Beitritt zum Übereinkommen beschlossen, alle Bundesländer haben dem im Nachgang einzeln zugestimmt. Im April 2013 ist Deutschland dem UNESCO-Übereinkommen beigetreten. Die offizielle Urkunde wurde von Botschafter Michael Worbs am 10. April 2013 in Paris an UNESCO-Generaldirektorin Irina Bokowa überreicht. Das Übereinkommen trat in Deutschland am 9. Juli 2013 in Kraft.
Vom 3. Mai 2013 bis zum 30. November 2013 waren Gruppen und Netzwerke mit gemeinsamen Interessen bei der ersten Bewerbungsphase eingeladen, sich mit ihrer lebendigen Alltagskultur, ihrem Wissen und Können für das neue Bundesweite Verzeichnis des immateriellen Kulturerbes zu bewerben. Nachdem die Bundesländer eine Vorauswahl trafen, prüfte die Kultusministerkonferenz die Anträge und übermittelte sie an das bis zu 25-köpfige Fachkomitee Immaterielles Kulturerbe. Das Gremium entschied im Sommer 2014 über die ersten Eintragungen in das Verzeichnis. Für die erste Vorschlagsliste gingen 128 Vorschläge ein, von denen es 83 in die engere Auswahl schafften. Diese Vorschläge deckten alle möglichen Bereiche des Übereinkommens ab. Es handelte sich um 29 Vorschläge aus dem Bereich der Bräuche, Rituale und Feste, 19 aus dem Bereich der darstellenden Künste, 19 aus dem Bereich der Handwerkstraditionen, 13 aus dem Bereich Formen des Wissens im Umgang mit der Natur und dem Universum und 3 aus dem Bereich der mündlichen Erzähltraditionen. In die im Dezember 2014 veröffentlichte erste Ausgabe des bundesweiten Verzeichnisses wurden schließlich 27 Kulturformen aufgenommen, darunter auch einige regionale Bräuche. Außerdem wurde beschlossen, im März 2015 als ersten Vorschlag Deutschlands für die Repräsentative Liste des Immateriellen Kulturerbes der Menschheit die Genossenschafts-Idee zu nominieren. Die Aufnahme der „Idee und Praxis der Organisation von gemeinsamen Interessen in Genossenschaften“ fiel im November/Dezember 2016 auf der Sitzung des Zwischenstaatlichen Ausschusses in Addis Abeba, Äthiopien. Deutschland war darüber hinaus in Kooperation mit 17 weiteren Staaten an dem Antrag auf Erweiterung des immateriellen Kulturerbes der Falknerei beteiligt. Im März 2016 hat Deutschland die Nominierung „Orgelbau und -musik“ für die Repräsentative Liste des immateriellen Kulturerbes der Menschheit bei der UNESCO eingereicht. Im Dezember 2017 entschied sich der Zwischenstaatliche Ausschuss zum Immateriellen Kulturerbe für die Aufnahme dieser zweiten deutschen Nominierung in die Repräsentative Liste des immateriellen Kulturerbes der Menschheit.
Im Bundesweiten Verzeichnis des immateriellen Kulturerbes befinden sich derzeit 131 Einträge (Stand Dezember 2022). Es soll von Jahr zu Jahr wachsen und langfristig die Vielfalt kultureller Ausdrucksformen in Deutschland sichtbar machen. Das Verzeichnis wird in einem mehrstufigen Verfahren von der Deutschen UNESCO-Kommission und verschiedenen deutschen staatlichen Akteuren erstellt. Es handelt sich um eine Bestandsaufnahme im Sinne von Wissensorganisation, welche immateriellen Schätze unser Land zu bieten hat, welche Tradierungs- und Organisationsformen in Deutschland vorhanden sind und wie weit das Spektrum der Vielfalt reicht. Im Dezember 2015 wurden darüber hinaus die ersten beiden Programme auf Empfehlung des Expertenkomitees Immaterielles Kulturerbe in das Register guter Praxisbeispiele immateriellen Kulturerbes in Deutschland aufgenommen. Im Dezember 2016 wurden zwei weitere Programme aufgenommen. Bis dato sind 14 Programme in das nationale Register Guter Praxisbeispiele aufgenommen worden (Stand Dezember 2022).
In Deutschland befassen sich neben der UNESCO-Kommission einige Lehrstühle und Institute, u. a. der Lehrstuhl für Materielles und Immaterielles Kulturerbe an der Fakultät für Kulturwissenschaften der Universität Paderborn, wissenschaftlich mit der Thematik. Am Lehrstuhl für Materielles und Immaterielles Kulturerbe wird der Masterstudiengang „Kulturerbe“ angeboten. An der Brandenburgischen Technischen Universität Cottbus-Senftenberg kann im Rahmen eines zweijährigen interdisziplinären Masterstudiums das internationale Programm World Heritage Studies  absolviert werden.
Die Länder Bayern und Nordrhein-Westfalen haben aufgrund der Vielfalt ihres kulturellen Lebens zudem eigene Landeslisten eingerichtet: das Bayerische Landesverzeichnis des immateriellen Kulturerbes sowie das Inventar des immateriellen Kulturerbes von Nordrhein-Westfalen. In beiden Bundesländern wurden zudem eigene Beratungsstellen (in München und in Paderborn) für das Immaterielle Kulturerbe eingerichtet. Die Landesstelle Immaterielles Kulturerbe NRW ist angesiedelt am Lehrstuhl für Materielles und Immaterielles Kulturerbe an der Universität Paderborn. Sie arbeitet im Auftrag des Ministeriums für Kultur und Wissenschaft des Landes Nordrhein-Westfalen. In Sachsen-Anhalt ist die Beratungsstelle Immaterielles Kulturerbe ein Angebot des Landesheimatbundes, der wiederum in den Zuständigkeitsbereichs der Staatskanzlei und des Ministeriums für Kultur des Landes Sachsen-Anhalt fällt. Seit April 2024 führt Sachsen-Anhalt ein eigenes Landesverzeichnis des immateriellen Kulturerbes in Sachsen-Anhalt.

### Österreich
Die Republik Österreich hat zum 1. Januar 2006 eine Nationalagentur für das Immaterielle Kulturerbe innerhalb der Österreichischen UNESCO-Kommission gegründet und ist seit dem 9. April 2009 der 112. Mitgliedstaat des Übereinkommens. Die Liste Immaterielles Kulturerbe in Österreich umfasst schon um die 100 Einträge, und es gibt drei Einträge in der repräsentativen Welt-Liste.

### Schweiz
Die Schweiz hat das Ratifizierungsverfahren bereits vollständig durchgeführt und wurde daher mit Wirkung zum 16. Juli 2008 vollwertiger Vertragsstaat (99. Beitrittsstaat). Im September 2012 hat das Bundesamt für Kultur eine Liste der lebendigen Traditionen in der Schweiz veröffentlicht, die das vom Übereinkommen vorgeschriebene Inventar des immateriellen Kulturerbes in der Schweiz darstellt. 2017 wurde die Liste der lebendigen Traditionen aktualisiert und umfasste daraufhin 199 kulturelle Ausdrucksformen. 2023 wurde sie erneut erweitert und umfasst seither 228 Traditionen.